# Nikola Matawalu

a Compétitions nationales et continentales officielles uniquement.

b Matchs officiels uniquement.
Dernière mise à jour le 23 avril 2024.
Nikola Matawalu, né le 8 mars 1989 à Suva (Fidji), est un joueur international fidjien de rugby à XV qui évolue principalement aux postes de demi de mêlée ou ailier.
Son frère cadet Peni Matawalu est également international fidjien à XV et évolue au poste de demi de mêlée.

## Carrière

### En club
Né à Suva, Nikola Matawalu grandit ensuite dans le village de Dama dans la province de Ra. Il commence à joueur au rugby lors de son entrée en école primaire. 
À son entrée à la Suva Grammar School (en), il pratique le rugby à XIII. Il ne repasse à XV que lors de ses dernières années de lycée, où il représente l'équipe des moins de 19 ans de son établissement,.
Après le lycée, Matawalu s'engage dans la force marine fidjienne. Il continue à jouer au rugby avec le club de la marine (les Navy Blues), ainsi qu'avec la province de Suva en Skipper Cup,.
En 2012, il est recruté par la province écossaise des Glasgow Warriors, évoluant en Pro12,. Avec Glasgow, il partage son temps de jeu entre les postes de demi de mêlée et d'ailier, et s'impose comme l'un des joueurs les plus en vue de l'équipe,. Il prolonge alors son contrat pour deux saisons supplémentaires, jusqu'en 2015. En 2015, il remporte le championnat, après une victoire en finale face au Munster. Il est élu meilleur joueur de son équipe la même année.
Après son sacre avec Glasgow, il s'engage avec le club anglais de Bath en Premiership,. Au début de sa première saison, il se partage le temps jeu au poste de demi de mêlée avec Chris Cook (en). En février 2016, il se blesse gravement, mettant un terme prématuré à sa saison.
Lors de sa seconde saison avec Bath, il manque de temps de jeu après son retour de blessure, et décide de rejoindre en novembre 2016 les Exeter Chiefs,. Son passage à Exeter s'avère marqué par une affaire extra-sportive, et il ne dispute finalement aucun match avec ce club, faisant de 2016-2017 une saison blanche.
Après ce passage raté en Angleterre, il fait son retour à Glasgow en 2017 pour un contrat de deux saisons. Fixé au poste d'ailier, il retrouve son niveau, et redevient un atout offensif majeur de l'équipe,. Il joue son centième match avec la province en novembre 2018, peu de temps avant de prolonger son contrat pour deux autres saisons,. Il est moins utilisé lors de ses deux dernières saisons au club, et n'est pas conservé en juin 2021,.
Après quelque temps sans club, il rejoint le club français de l'US Montauban en Pro D2 en tant que joker médical d'Anthony Meric,. Bien que recruté pour jouer au poste de demi de mêlée, il s'impose à l'aile lors de la deuxième partie de saison, et se fait remarquer en inscrivant neuf essais en onze titularisations. Malgré sa bonne fin de saison, il n'est pas conservé au terme de son contrat et quitte le club en juin 2022.
Âgé de 33 ans, et souhaitant entamer sa reconversion professionnelle, il s'engage dans la foulée comme entraîneur-joueur avec le club gallois de Pontypridd en Welsh Premiership, tout en suivant en parallèle des études dans le sport à l'université de South Wales,. Il joue deux saisons avec cette équipe, qu'il quitte en mars 2024 pour aller entraîner le Caerphilly RFC,.

### En équipe nationale

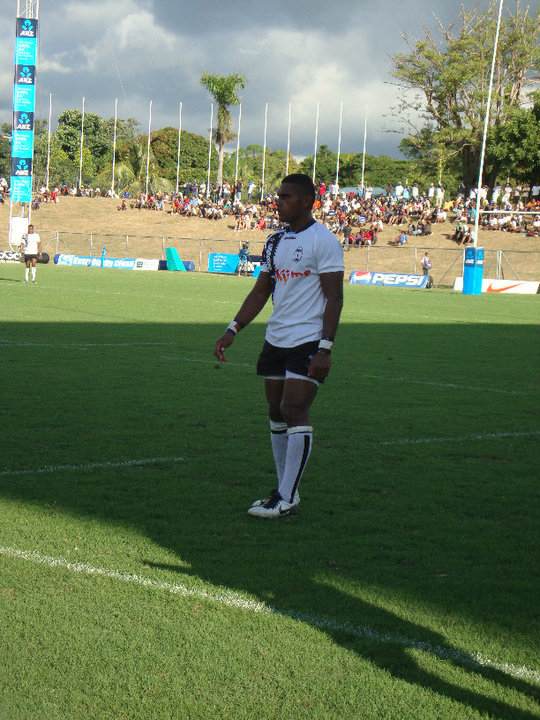
Nikola Matawalu lors d'un match face au Japon lors de la Pacific Nations Cup 2010.

Nikola Matawalu représente la sélection fidjienne de rugby à XIII des moins de 19 ans en 2008.
En 2009, il est sélectionné avec l'équipe des Fidji de rugby à XV des moins de 20 ans pour disputer le championnat du monde junior. Il participe alors à trois matchs, dont une titularisation au poste de premier centre face à l'Argentine,.
Il joue ensuite avec la sélection fidjienne à sept lors des saisons 2010-2011 et 2011-2012 des Sevens Series. 
Nikola Matawalu obtient sa première cape internationale à l'occasion d’un test-match contre l'équipe du Japon le 12 juin 2010, étant titularisé au poste de demi de mêlée,.
Il devient un cadre de la sélection fidjienne à partir de 2012,. Il fait partie du groupe fidjien sélectionné pour participer à la Coupe du monde 2015 en Angleterre. Il dispute deux matchs lors de la compétition, contre l'Angleterre et l'Australie.
En 2019, il est retenu par le sélectionneur John McKee pour disputer la Coupe du monde au Japon. Remplaçant de Frank Lomani, il dispute les quatre matchs de son équipe en tant que remplaçant,.
Presque deux ans après le Mondial japonais, il obtient sa quarante-et-unième et dernière sélection avec les Flying Fijians, à l'occasion d'un test-match face à l'Espagne à Madrid,.

## Palmarès

### En club
- Vainqueur du Pro12 en 2015 avec les Glasgow Warriors.
- Finaliste du Pro12 (puis Pro14) en 2014 et 2019 avec les Glasgow Warriors.

### En équipe nationale
- Vainqueur de la Pacific Nations Cup en 2013, 2015 et 2017.

## Statistiques en équipe nationale
- 41 sélections entre 2010 et 2021.
- 50 points : dix essais.